# Konrad Weise
Konrad Weise (ur. 17 sierpnia 1951 w Gerze) – piłkarz niemiecki grający na pozycji środkowego obrońcy.

## Kariera klubowa
Weise urodził się w mieście Gera. Karierę piłkarską rozpoczął w klubie Fortschritt Greiz, w którym rozpoczął treningi w 1961 roku. W 1966 roku został zawodnikiem klubu z Jeny, FC Carl Zeiss i w jego barwach zadebiutował w 1970 roku w rozgrywkach pierwszej ligi NRD. Od czasu debiutu był podstawowym zawodnikiem zespołu, a w 1971 roku osiągnął pierwszy sukces, którym było wywalczenie wicemistrzostwa Niemieckiej Republiki Demokratycznej. W 1972 roku zdobył Puchar NRD (2:1 w finale z Dynamem Drezno), a w 1973 - ponownie został wicemistrzem kraju. W 1974 roku osiągnął z Carl Zeiss kolejny sukces - znów zdobył Puchar NRD, tym razem dzięki zwycięstwu 3:1 w finale nad Dynamem Drezno. Zarówno w 1974, jak i 1975 roku drużyna z Jeny zajmowała drugie miejsca w lidze, dwukrotnie za 1. FC Magdeburg. W 1980 roku Weise zdobył następny krajowy puchar (3:1 z Rot-Weiß Erfurt), a w 1981 po raz ostatni został wicemistrzem Niemiec. Karierę piłkarską zakończył w 1986 roku, a w lidze NRD rozegrał 310 spotkań, w których zdobył 17 goli.
Po zakończeniu kariery Weise został trenerem i szkolił zawodników drużyn FSV Zwickau (2000–2002) oraz 1. FC Gera 03 (2003–2005).

## Kariera reprezentacyjna
W reprezentacji NRD Weise zadebiutował 26 lipca 1970 roku w wygranym 5:0 towarzyskim spotkaniu z Irakiem. W 1972 roku był podstawowym zawodnikiem olimpijskiej kadry NRD, która na Igrzyskach Olimpijskich w Monachium wywalczyła brązowy medal. W 1974 roku został powołany przez selekcjonera Georga Buschnera do kadry na Mistrzostwa Świata w RFN, jedyny mundial na którym uczestniczyła kadra NRD. Tam Konrad wystąpił we wszystkich meczach swojej drużyny: z Australią (2:0), z Chile (1:1), z RFN (1:0), z Brazylią (0:1), z Holandią (0:2) i z Argentyną (1:1). Natomiast w 1976 roku Weise zdobył z NRD złoty medal na Igrzyskach Olimpijskich w Montrealu - Niemcy wygrali 3:1 w finale z Polską. Karierę reprezentacyjną zakończył w 1981 roku po meczu z Polską (2:3), a w kadrze narodowej rozegrał 86 meczów, w których zdobył dwa gole.